# 水前寺
水前寺（すいぜんじ）は、熊本県熊本市中央区の町名。現行行政地名は水前寺一丁目から水前寺六丁目。2011年8月1日現在の人口は12,409人。

## 地理
熊本市の中央部東寄りに位置する。北で新大江、北東で帯山、東で上水前寺・上京塚町、南西で神水、南でスイゼンジノリの由来にもなった水前寺成趣園の置かれる水前寺公園、南西で国府、西で白山と隣接する。
熊本県庁が置かれ、熊本県の行政上の中心となっている。この県庁の置かれた六丁目は西南部の水前寺六丁目交差点で五丁目と僅かに繋がっており、この部分で大きくくびれた地形を持つ。
地名の末尾には寺とついているが、水前寺地内だけでなく近辺にも「水前寺」という寺院は無い。平安時代に肥後国の国司の道首名（道君首名）の死後、その住居跡に建立された水前寺に由来する（ただし平安時代末期に焼失）。江戸時代になり熊本藩主・細川忠利が国分の御茶屋の作事を行い、豊州から羅漢寺がこの茶屋に移り「水前寺」と呼ばれるようになったという（「肥後国志」では「水前寺」という禅寺があったとする）。

### 地価
住宅地の地価は、2014年（平成26年）1月1日に公表された公示地価によれば、水前寺2-7-12の地点で12万2000円/m2となっている。

## 施設
- 熊本県庁
- 熊本県警察本部
- 水前寺運動公園
  - 熊本市水前寺野球場
  - 熊本市水前寺競技場
  - 熊本競輪場
  - 熊本武道館
- 水前寺江津湖公園（水前寺地区）
- 熊本北水前寺郵便局
- 熊本県庁内郵便局
- 水前寺駅前郵便局
- 熊本市母子福祉センター
- 熊本犯罪被害者支援センター
- 水前寺共済会館
- 北水前寺公民館
- マリア幼稚園
- 光泉寺
- 天理教東肥大教会

## 交通

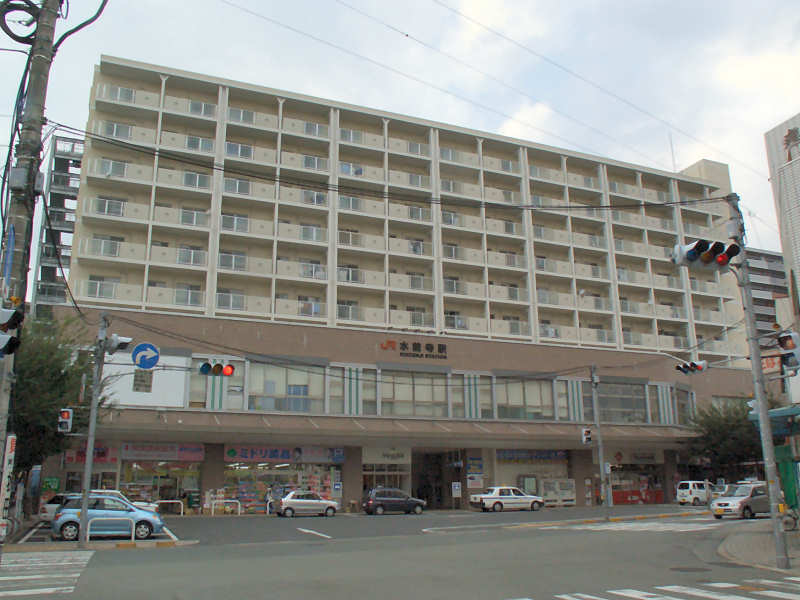
水前寺駅南口

- JR豊肥本線 - 水前寺駅が南西に置かれている。新水前寺駅は白山に、熊本市電新水前寺駅前電停は国府にあたり、水前寺地内からは外れる。
- 熊本市交通局・九州産交バス・熊本バス・熊本都市バス・熊本電鉄バス ‐ 各社のバス路線が頻繁に走っている。